# 渡辺直子
渡辺 直子（わたなべ なおこ、1946年2月14日 - ）は、日本の歌手、タレント。元フジテレビアナウンサー。本名は料治 直子（りょうじ なおこ）。旧姓は渡辺。夫は元TBSアナウンサーで報道記者としても活動した料治直矢。

## 来歴・人物
東京都生まれ。東京都立駒場高等学校を経て、1966年3月、青山学院女子短期大学英文科（のちの英文学科）を卒業した。1966年4月、フジテレビに入社した。入社直後に「ママとあそぼう!ピンポンパン」に起用され、初代お姉さんに就任した。明るく快活なキャラクターがお茶の間の人気を博した。1968年4月にフジテレビを退社し、フリーに転身した。「ママとあそぼう!ピンポンパン」専属となる。1971年10月の番組卒業後、タレント・歌手に転向し、子供を対象として活動した。1982年3月31日のママとあそぼう!ピンポンパン最終回に、歴代のおねえさん（初代おねえさん）としてVTRで出演した。
1978年4月 - 9月、フジテレビ「日本の童謡」に出演。その後、TBSテレビ「お天気ママさん」でお天気キャスターを務めた。
フジテレビ時代の同期は大林宏、野間脩平、岡正、宮崎総子などがいる。
私生活では料治直矢と、1980年2月18日にハワイ・カウアイ島のシダの洞穴で2人だけの結婚式を挙げた。1980年11月15日、第一子の長男・料治 弦太（りょうじ げんた）が誕生した。弦太誕生から2年後の1982年1月12日、第二子の長女・料治 蕉子（りょうじ しょうこ）が誕生した。1997年7月31日、夫の直矢が敗血症のため、61歳で死去した。

## 出演番組
- ママとあそぼう!ピンポンパン（フジテレビ）

1966年10月3日 - 1971年10月2日、初代おねえさん
1976年10月18日・10月19日、ピンポンパン放送10周年記念として、石毛恭子と共に出演。
1982年3月31日・最終回、初代おねえさんとしてVTR出演。
- 世界名作童話 まんがシリーズ（1975年）[5]
- 小川宏ショー（フジテレビ、1976年10月5日）

『ママとあそぼう!ピンポンパン』放送10周年を記念して、3代おねえさん（渡辺直子、石毛恭子、酒井ゆきえ）として出演。
- 『日本の童謡』（フジテレビ、1978年4月 - 9月 ）
- 『お天気ママさん』（TBSテレビ）- お天気キャスター

など。

## ディスコグラフィー
- みんなであそぼうピンポンパン なおこおねえさんといっしょ
- 渡辺直子 うたう童話
- ピンポンパンどうよう集1
- ピンポンパンどうよう集2
- みんなであそぼう!ピンポンパン えかきうた集
- ママとあそぼう!ピンポンパンのえかきうた

## 吹き替え
- 甘い人生